# 휴버트 드라이퍼스

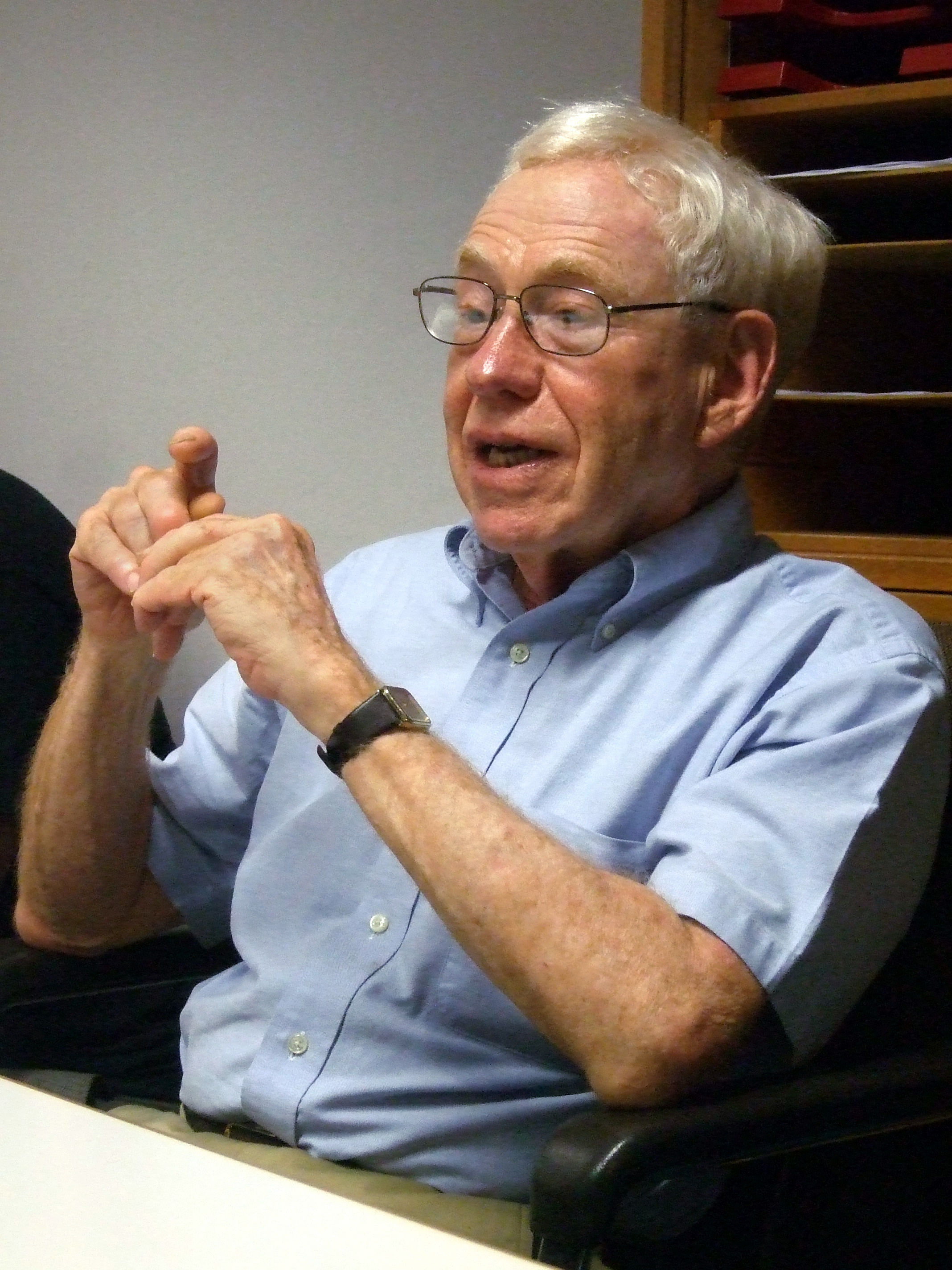

휴버트 드라이퍼스(영어: Hubert Dreyfus, 1929년 10월 15일 - 2017년 4월 22일)는 미국의 철학자이자 캘리포니아 버클리 대학의 철학 교수였다. 그의 주요 관심사는 현상학, 실존주의, 심리학과 문학의 철학, 그리고 인공지능의 철학적 의미 등이었다. 마르틴 하이데거에 대한 그의 주석으로 널리 알려져 있다.

## 같이 보기
- 조지 레이코프